# Elijjahu Lankin
Elijjahu Lankin (hebr.: אליהו לנקין, ang.: Eliyahu Lankin, ur. 1914 w Homlu, zm. 10 sierpnia 1994) – izraelski polityk, w latach 1949–1951 poseł do Knesetu z listy Herutu. Bojownik Irgunu, kapitan Altaleny.
W wyborach parlamentarnych w 1949 po raz pierwszy i jedyny dostał się do izraelskiego parlamentu.